# رحلات إلى غرب تشيو تشانغ تشون

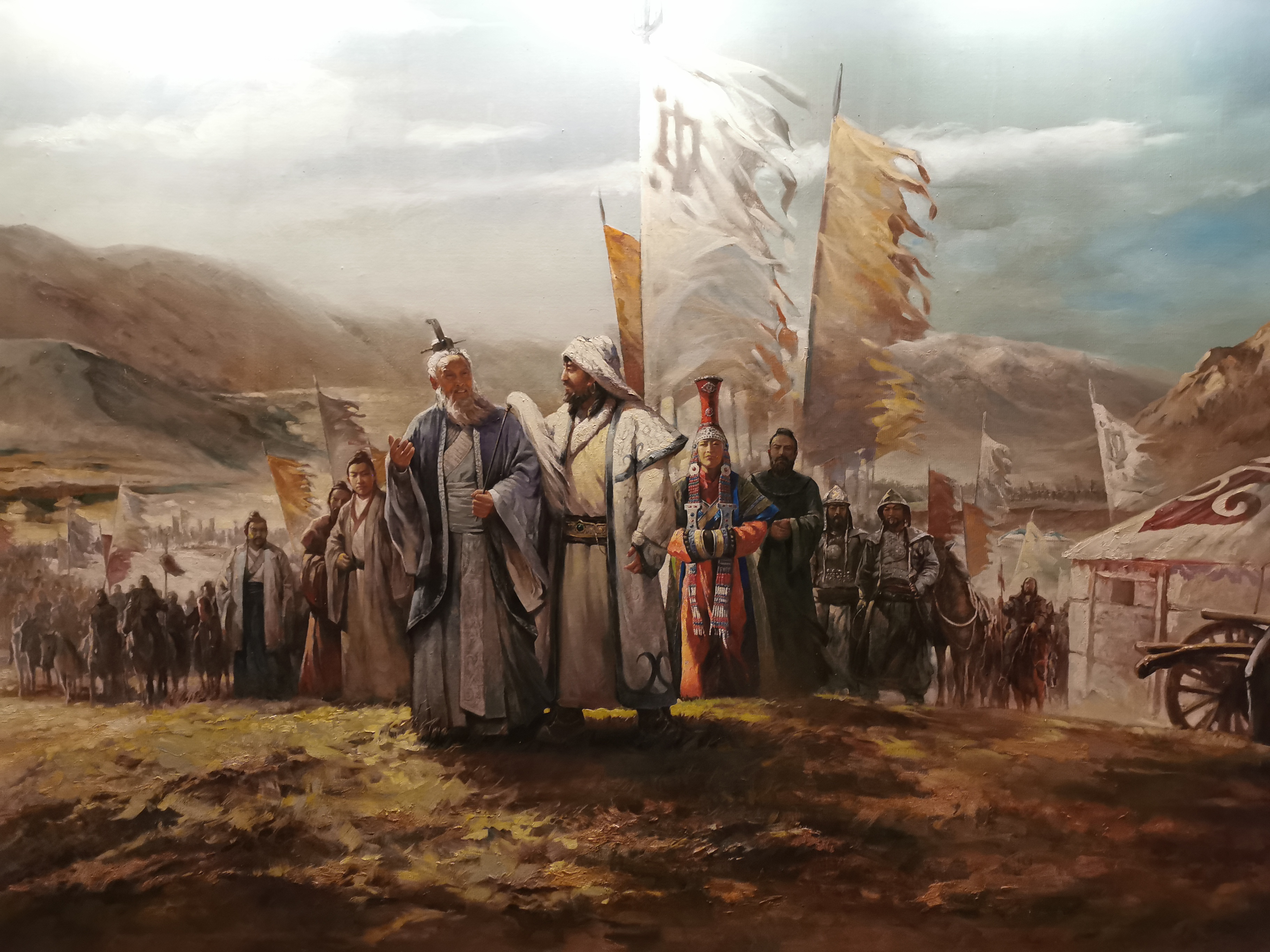
لقاء تشيو مع جنكيز خان

رحلات إلى غرب تشيو تشانغ تشون (بالصينية: 長春真人西遊記) كان كتاب يُسجل الرحلة التي بدأها الراهب الطاوي تشيو تشوجي [الإنجليزية] الذي سافر من شاندونغ عبر آسيا الوسطى لتقديم نفسه أمام جنكيز خان.

## الترجمات
تُرجم كتاب "الرحلات" لأول مرة إلى اللغة الروسية في عام 1866، على يد بالاديوس كافاروف [الإنجليزية]، رئيس المتوحدين في بعثة الكنيسة الأرثوذكسية الروسية في بكين.
في عام 1867، ترجم السيد باوتييه نسخة مختصرة من رحلات وي يوان [الإنجليزية] إلى اللغة الفرنسية، والمأخوذة من عمله المصور "أطروحة عن الممالك البحرية [الإنجليزية]" (هايجو توزي).
في عام 1888، نشر الدكتور إميل بريتشنايدر [الإنجليزية]، وهو طبيب ألماني من منطقة بحر البلطيق عُيِّن ضمن البعثة الروسية في بكين، ترجمة إنجليزية لكتاب "الرحلات".
في عام 1931، نُشرت ترجمة إنجليزية للكتاب بقلم آرثر والي [الإنجليزية]، بعنوان "رحلات الخيميائي: رحلة الطاوي تشانغ تشون من الصين إلى الهندوكوش استجابةً لاستدعاء جنكيز خان".
في عام 2023، صدرت ترجمة إنجليزية جديدة مُعلَّقة من روث دونيل، وستيفن ويست، وشاو يون يانغ، بعنوان رحلة المعلم الطاوي تشانغ تشون إلى الغرب: إلى بلاط جنكيز خان والعودة، وذلك ضمن سلسلة "مكتبة هسو تانغ للأدب الصيني الكلاسيكي" عن مطبعة جامعة أكسفورد. وعلى خلاف ترجمتي بريتشنايدر و والي، تتضمن هذه النسخة جميع قصائد تشيو تشوجي. كما أعدّ شاو يون يانغ ملحقًا مرئيًا بعنوان خريطة القصة يُرافق الترجمة، ومتاح عبر الرابط: https://arcg.is/1vC1Pv0.